# Tomáš Rigo
Tomáš Rigo (* 3. Juli 2002 in Poprad) ist ein slowakischer Fußballspieler.

## Karriere

### Verein
Aus der Jugend des MFK Ružomberok wechselte Rigo im August 2018 nach Tschechien in die U17 von Slavia Prag. Hier durchlief er auch die weiteren U-Mannschaften sowie die B-Mannschaft und rückte zur Spielzeit 2021/22 fest in den Kader der ersten Mannschaft auf. Seine einzigen Einsätze fanden jedoch alle bereits in der Vorsaison statt, so kam er in der Liga bereits am 33. Spieltag einmal kurz zu ein paar Minuten Spielzeit. Davor gab es schon einen Einsatz im Pokal; Im letzten Gruppenspiel der Europa League Saison 2020/21 gegen Bayer Leverkusen hatte er sein Debüt.
Kurz nach seinem Wechsel in die erste Mannschaft wurde er für zwei Jahre an den FC Sellier & Bellot Vlašim, wo er einige Spiele in der zweiten Liga absolvierte, verliehen. Seit der Saison 2023/24 spielt er für Baník Ostrava.

### Nationalmannschaft
Nach jeweils einem Spiel mit der slowakischen U18 und der U19 kommt er seit Juni 2022 auch für die U21 zum Einsatz.
Für die slowakischen A-Nationalmannschaft debütierte er am 5. Juni 2024, als er bei einem 4:0-Freundschaftsspielsieg über San Marino in der Startelf stand und in der 8. Minute mit dem Eröffnungstreffer auch gleich sein erstes Länderspieltor erzielte. Zur 86. Minute wurde er für Dominik Hollý ausgewechselt. Zuvor wurde er zur Vorbereitung zur Endrunde bei der Europameisterschaft 2024 für den vorläufigen Kader nominiert.